# 鈴木陸三
鈴木 陸三（すずき りくぞう、1943年3月10日 - ）は日本の実業家。サザビーリーグ創業者で、同社代表取締役社長や、スズキヤ取締役会長などを歴任し、兄の角田雄二とともにスターバックス コーヒー ジャパンの設立も行った。

## 人物・経歴
神奈川県逗子市出身。1966年に明治学院大学文学部卒業後、西ヨーロッパを放浪した。1972年にサザビー（現サザビーリーグ）を設立し、同社代表取締役社長に就任。1981年からAfternoon Teaを展開。1983年からはアニエスベーとの合弁を行い大ブームを引き起こした。1989年スズキヤ取締役会長。「プロの否定」を理念とし、1995年には経営企画室の出した否定的な報告を覆してスターバックス日本導入を行った。1999年サザビー代表取締役最高経営責任者。2005年同社代表取締役社長。2008年同社取締役会長。2011年には「向いてなかった」としてマネジメント・バイ・アウトによりサザビーリーグを上場廃止した。
同社株の売却益を巡って、東京国税局の税務調査で約130億円の申告漏れを指摘されていたことが2020年4月に判明したが、2022年1月20日付で国税不服審判所が全額を取り消す裁決を行い、東京国税局から受けた約80億円の追徴税と利子にあたる還付加算金が返還された。多額の課税処分の全額取り消しは異例という。

## 親族
スズキヤ初代代表取締役社長の鈴木雄二の三男として生まれる。スズキヤ創業者の鈴木安治は祖父で、スズキヤ第3代代表取締役社長や逗子市議会議長などを務めた鈴木安之は長兄。スターバックス コーヒー ジャパン創業者の角田雄二は次兄。スズキヤ第4代代表取締役社長や全国スーパーマーケット協会副会長を務めた中村洋子は妹。サザビーリーグ第3代代表取締役社長の角田良太は甥。